# Tosterup
Tosterups slott is een kasteel in de gemeente Tomellilla in het Zweedse landschap Skåne en de provincie Skåne län. 

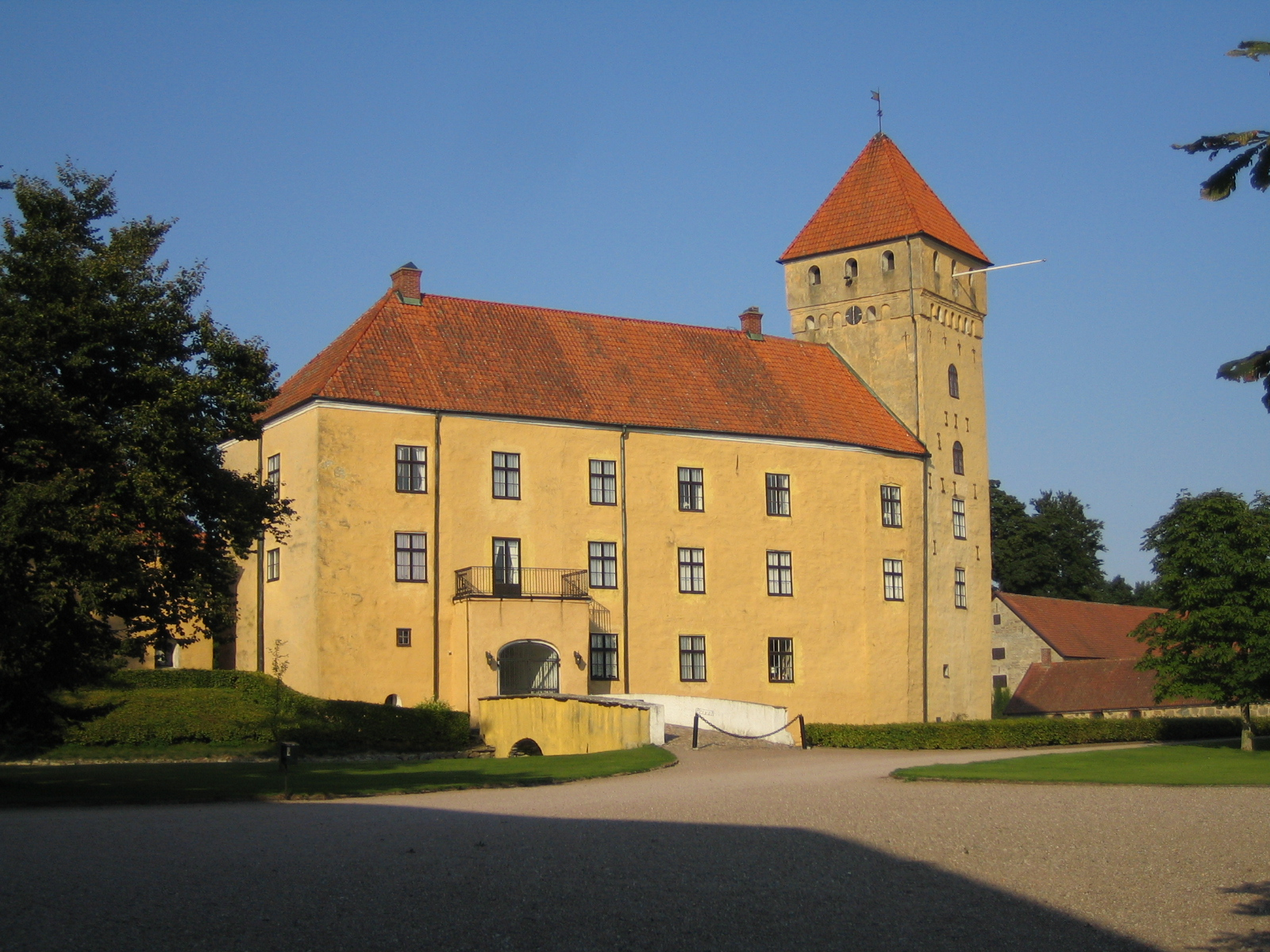

Tomelilla · Brösarp · Onslunda · Smedstorp · Lunnarp · Spjutstorp · Eljaröd · Ramsåsa · Benestad · Andrarum